# Anthophora inclyta
Anthophora inclyta är en biart som beskrevs av Walker 1871. Den ingår i släktet pälsbin och familjen långtungebin. Inga underarter finns listade i Catalogue of Life.

## Beskrivning
Arten har svart grundfärg, honan har dock rödbruna ben och undersida. medan hanen har gult ansikte. Hanen har blekgul päls på hjässa och panna, övriga kroppen är gulaktig till roströd. Honan har roströd päls över hela kroppen. På bakkroppen är pälsen tät och liggande, utom på femte tergiten (segment på bakkroppens ovansida), där det har bildats en kudde av upprätstående hår. Båda könan har en kroppslängd av 16 till 17 mm.

## Ekologi och utbredning
Som alla i släktet är Anthophora inclyta ett solitärt bi och en skicklig flygare som föredrar torra klimat. Det flyger från mars till maj.

## Utbredning
Arten finns i södra delarna av Egypten från bergskedjan Gebel Elba vid gränsen mot Sudan i sydöst, vid Röda havskusten som bland annat floddalen Wadi Ambaga upp till Sinaiöknen. Den har även påträffats i Marocko.